# Ruleta rusa (disc)
|  | No s'ha de confondre amb Ruleta russa. |

Ruleta rusa és un àlbum de Joaquín Sabina presentat el 15 i 16 de desembre de 1983 al Teatre Salamanca de Madrid. Inicialment el nom del disc havia de ser Punto y seguido. El disc està produït per Jorge Álvarez i Joaquín Sabina, tot i que segons Sabina la col·laboració no va ser sempre fàcil i conté algunes aportacions de Luís Cobos. La cançó Guerra mundial està escrita per Manolo Tena i Negra noche és una balada que va compondre juntament amb Hilario Camacho.

## Llista de cançons
1. "Ocupen su localidad" - 3:25
2. "Telespañolito" - 5:44
3. "Caballo De Carton" - 4:16
4. "Guerra Mundial" - 3:49
5. "Negra noche" - 4:41
6. "Eh, Sabina" - 3:41
7. "Juana la Loca" - 5:35
8. "Ring, ring, ring" - 4:0
9. "Pisa el acelerador" - 3:41
10. "Por el túnel" - 5:10